# 12. Arrondissement (Marseille)
Das 12. Arrondissement ist ein Arrondissement (Stadtbezirk) der südfranzösischen Stadt Marseille. 2008 lebten hier 58.775 Menschen.

## Lage und Stadtviertel
Das Arrondissement befindet sich im Osten des Stadtgebiets. Im Norden grenzt es an das 13. Arrondissement, im Osten an Allauch, im Süden ans 10. und 11. und im Westen ans 4. und 5. Arrondissement.
Offiziell unterteilt sich das Arrondissement in sieben Stadtviertel:
- Les Caillols
- La Fourragère
- Montolivet
- Saint-Barnabé
- Saint-Jean du Désert
- Saint-Julien
- Les Trois-Lucs

## Religion
Es gibt mehrere Kirchen, zwei Synagogen und eine Moschee.